# Dirk Bracke
Pour les articles homonymes, voir Bracke.
Dirk Bracke, né le 4 juin 1953 à Saint-Gilles-Waes en province de Flandre-Orientale et mort le 15 juin 2021 à Stekene, est un écrivain belge flamand de littérature d'enfance et de jeunesse.

## Biographie
Bracke suit une formation en économie à Saint-Nicolas, en Flandre-Orientale. Il travaille ensuite à la poste et finit par vivre de sa plume.
En seize ans, il a vendu plus de 300 000 livres. Son œuvre est traduite en danois, allemand, espagnol et polonais.
En février 2010 est sorti le film Bo, une adaptation de son livre Het Engelenhuis (La Maison des anges) et réalisée par Hans Herbots. Ella-June Henrard, une actrice flamande de seize ans, joue le rôle principal.

## Œuvres
- 1993 : Steen (Davidsfonds)
- 1994 : Blauw is Bitter (Davidsfonds/Infodok)
- 1995 : Een Vlieg Op De Muur (Davidsfonds/Infodok)
- 1996 : Het uur nul (Davidsfonds/Infodok)
- 1997 : Een lege Brug (Davidsfonds/Infodok)
- 1997 : Overleven In De Tros (Abimo)
- 1997 : Groene Mist (Albimo)
- 1999 : Stille lippen
- 2001 : Straks Doet Het Geen Pijn Meer (Davidsfonds/Infodok)
- 2001 : Jeruzalem! (De Sikkel)
- 2002 : Als de olifanten vechten (Davidsfonds/Infodok)
- 2003 : Het engelenhuis (Davidsfonds/Infodok)
- 2003 : Touria (Davidsfonds/Infodok)
- 2003 : God Wil Het! (Abimo)
- 2004 : Zij en Haar (Davidsfonds/Infodok)
- 2004 : Mama doet ook mee (Davidsfonds/Infodok)
- 2004 : Vuurmeisje (Davidsfonds/Infodok)
- 2005 : Henna Op Je Huid (Davidsfonds / Infodok)
- 2005 : Morgen is het al een andere dag (Davidsfonds/ Infodok)
- 2006 : Buitenbeen (Abimo)
- 2006 : Black (Davidsfonds/Abimo)
- 2007 : Over Tijd (Davidsfonds / Infodok)
- 2007 : 3x Bracke: Een vlieg op de muur,Straks doet het geen pijn meer en Henna op je huid (Davidsfonds)
- 2007 : Griezelverhalen uit het Waasland (Albimo)
- 2008 : Ester rules (Davidsfonds)
- 2008 : Back (Davidsfonds)
- 2008 : Wederzijds respect (Davidsfonds)
- 2009 : Mijn lieve vijand (Abimo)
- 2009 : Hendriks Kruistocht
- 2009 : Papier
- 2010 : Over the Edge (Manteau), coauteur Helen Vreeswijk
- 2010 : Bracke For Girls: Zij en haar,Over tijd en Stille lippen (Davidsfonds)
- 2011 : Catwalk (Davidsfonds)
- 2011 : Hotel Aphrodite (Davidsfonds/Infodok)
- 2012 : IQ 140
- 2012 : Rollercoaster

## Prix
- 1995 : Amsterdamse Jeugdjury pour Blauw is bitter
- 1996 : Kinder- en Jeugdjury pour Een vlieg op de muur
- 1997 : Prijs Stad Beringen pour Het uur nul
- 1998 : Kinder- en Jeugdjury Vlaanderen pour Het uur nul
- 2001 : Kinder- en Jeugdjury Limburg pour Stille Lippen
- 2003 : Kinder- en Jeugdjury Vlaanderen pour Straks doet het geen pijn meer
- 2003 : Kinder- en Jeugdjury Limburg pour Straks doet het geen pijn meer
- 2005 : Kinder- en Jeugdjury Limburg pour  Morgen is het al een andere dag